# Siniša Glavašević
Siniša Glavašević (Vukovar, Yugoslavia, 4 de noviembre de 1960 - Ovčara, 20 de noviembre de 1991) fue un reportero croata asesinado por paramilitares serbios tras la batalla de Vukovar.

## Primeros años
Nativo de Vukovar, Glavašević terminó la escuela primaria allí y entró en la Universidad de Sarajevo, donde se graduó de Literatura Comparada. Durante la Guerra de Croacia, fue editor jefe de Radio Vukovar.

## Guerra
Durante la batalla de Vukovar, Glavašević informó regularmente desde la ciudad asediada. Se le recuerda particularmente por una serie de historias que leyó a los oyentes y que hablaban de valores humanos básicos. El 16 de octubre de 1991, Glavašević dijo en la Radio Croata:

Vukovar se rinde a Croacia, Europa y el mundo - o bien las autoridades croatas lo intentarán todo para conseguir un alto el fuego permanente o enviarán la asistencia necesaria y eficiente, de tipo militar, o evacuarán a toda la población civil de esta área. Existe otra opción, que es la completa y final destrucción de la ciudad y una masacre de su población, así como doscientos cincuenta heridos graves. Sin embargo, esta opción no está en la mente de nadie aquí. Los héroes de esta ciudad son necesarios durante algún tiempo más, como testigos vivos de esta guerra. Gracias, Zagreb. No cortes esta parte...

El 18 de noviembre de 1991, Glavašević envió su último informe, que terminaba con: 

La imagen de Vukovar a la 22.ª hora del 87.º día [del asedio] quedará por siempre en la memoria de los testigos de este tiempo. Hay infinitas visiones espeluznantes, y puedes oler el fuego. Caminamos sobre cuerpos, material de construcción, cristal, detritos y el espantoso silencio... Esperamos que las tormentas de Vukover se hayan acabado.

## Muerte
Glavašević desapareció poco después de su último informe. Había sido capturado y ejecutado por fuerzas paramilitares serbias, junto con otros cientos de personas entre el 18 y el 20 de noviembre. En 1997, su cuerpo fue exhumado de una fosa común en una granja cercana en Ovčara. Tenía 31 años. Tanto Glavašević como su compañero periodista Branimir Polovina, nativo de Ovčara, fueron casos destacados en el informe de Amnistía Internacional de 1993-94 Campaña Contra Desapariciones y Asesinatos Políticos. El funeral de Polovina tuvo lugar en Zagreb el 11 de marzo de 1997.

## Legado
En 1992, Matica hrvatska imprimió Historias de Vukovar (en croata: Priče iz Vukovara), una colección de historias de Glavašević. La traducción inglesa de la colección se publicó en 2011.